# Yucca sterilis
Yucca sterilis es una especie de planta fanerógama perteneciente a la familia Asparagaceae. 

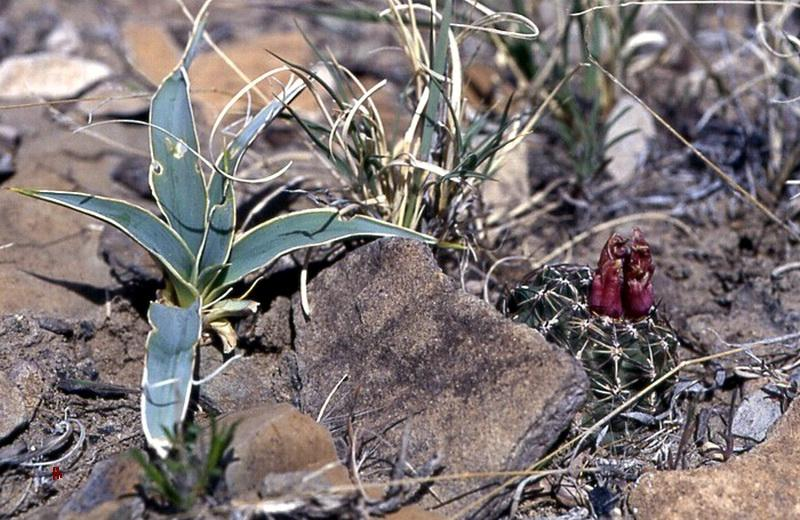
Vista de la planta

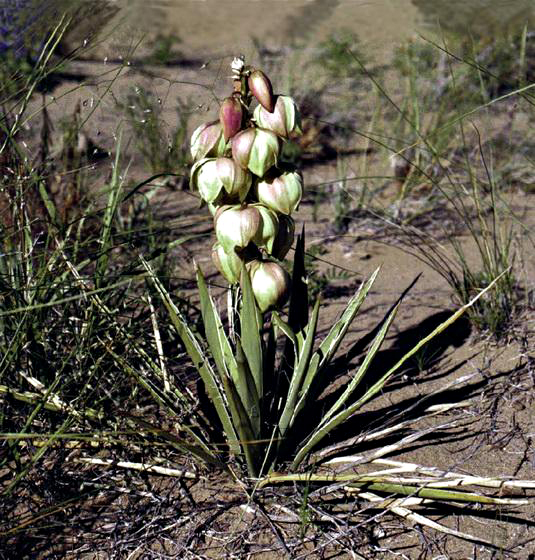
Inflorescencia

## Distribución
Es nativa de la región de la cuenca del Uintah en los condados de Duchesne y Uintah, Utah. Está estrechamente relacionado con Y. harrimaniae Trel.

## Descripción
Yucca sterilis es una planta acaulescente (sin tronco) que se propaga por rizomas subterráneos. La inflorescencia mide hasta 40 cm de altura, con flores blancas o, a veces, teñidas de violeta a lo largo de los bordes de los tépalos.

## Taxonomía
Yucca sterilis fue descrita por (Neese & S.L.Welsh) S.L.Welsh & L.C.Higgins y publicado en A Utah Flora (ed. 4) 779. 2008.
Etimología
Yucca: nombre genérico que fue nombrado por Carlos Linneo y que deriva por error de la palabra taína: yuca (escrita con una sola "c").
sterilis: epíteto latíno que significa "esteril".
Sinonimia
- Yucca harrimaniae ssp. sterilis (Neese & Welsh) Hochstaetter
- Yucca harrimaniae var. sterilis Neese & Welsh[9]